# 網膜スキャン
網膜スキャン（もうまくスキャン、英: Retinal scan）は生体認証技術の一種で、各個人に固有な網膜のパターンによって個人を特定する。同様に目を対象にした認証技術として虹彩認識があるが、全く異なる。

## 概要
人間の網膜は薄い組織で、目の後ろの方に位置して神経細胞でできている。網膜に血液を供給する毛細血管は複雑な構造であり、個人によってそのパターンが異なる。網膜上の血管のネットワークは、双生児であっても類似性がないほど複雑である。
網膜パターンは基本的には生まれてから死ぬまで変化しない（ただし、糖尿病、緑内障、白内障などの疾患によって変化することがある）。不変性と唯一性から、生体認証の対象としては最も正確で信頼できるとされている。網膜スキャンの推進者は、誤認率は100万分の1だと主張している。
網膜上の血管は周囲の細胞よりも光を吸収しやすいので、適切に光を照射することで容易に識別できるようになる。網膜スキャンは、目に見えない低エネルギーの赤外線を目に照射することで行われる。このビームによって、血管が周囲よりも光を吸収するため、網膜上の血管の経路がわかる。スキャン結果はコンピュータに格納できるよう符号化され、データベースに格納される。

## 歴史
網膜による認証のアイデアは1935年、Carleton Simon と Isodore Goldstein が New York State Journal of Medicine に発表した。しかし、当時のテクノロジーでは実現できず、網膜スキャン装置が開発できるようになったのは1975年である。1976年、Robert "Buzz" Hill は EyeDentify, Inc. という会社を創設し、網膜スキャン装置の研究開発を行った。1978年、網膜スキャナのアイデアの特許が取得され、1981年に実際に動作するプロトタイプが完成した。

## 利用
網膜スキャナは認証と識別に使われるのが一般的である。網膜スキャンは、FBI、CIA、NASA などの政府機関に採用されている。最近では商用利用も一般化しつつある。刑務所やATMでの認証にも使われた例がある。
網膜スキャンは医療目的にも利用されている。網膜パターンに影響を与える伝染性疾患として、AIDS、梅毒、マラリア、水痘、ライム病などがあり、遺伝性疾患として、白血病、悪性リンパ腫、鎌状赤血球症などがある。妊娠も網膜パターンに影響を与える。また、心不全、動脈硬化症、コレステロールにまつわる疾患などの慢性疾患も、網膜パターンに初期症状としての影響が見られる。

## 長所と短所
長所
- 偽陽性率はほぼ0である。
- 2人の人間が同じ網膜パターンである確率は極めて低いので、非常に信頼性が高い。
- 結果が即座に得られる。

短所
- 白内障や緑内障といった疾患に影響を受ける。
- 網膜スキャナに対象者が顔を突き出し、目に赤外光を照射するという手順を踏まなければならない。その際に顔の位置も固定しなければならない。
- 装置が高価である。
- 照明の具合に影響されることがある。
- 糖尿病や高血圧症によっても網膜パターンが影響を受ける。